# Kirchenprovinz Monreale
Die Kirchenprovinz Monreale ist eine ehemalige Kirchenprovinz der Kirchenregion Sizilien der Römisch-Katholischen Kirche in Italien.
Die Kirchenprovinz Monreale war die größte Kirchenprovinz Siziliens und umfasste fast den gesamten Westen Siziliens. Metropolitansitz war das Erzbistum Monreale, Suffraganbistümer waren die Bistümer Agrigent, Caltanissetta, Mazara del Vallo, Piazza Armerina und Trapani.
Am 2. Dezember 2000 wurde die Kirchenprovinz Monreale durch Papst Johannes Paul II. mit der Apostolischen Konstitution Ad maiori consulendum aufgelöst. Das Erzbistum Monreale wurde zu einem Suffraganbistum des Erzbistums Palermo, behielt aber seinen Status als Erzbistum bei. Die ehemaligen Suffraganbistümer der Kirchenprovinz Monreale wurden anderen Kirchenprovinzen zugeordnet. Das Bistum Mazara del Vallo und das Bistum Trapani wurden der Kirchenprovinz Palermo zugeordnet. Das ehemalige Suffraganbistum Agrigent wurde zum Erzbistum Agrigent erhoben und gleichzeitig Metropolitansitz der neu gegründeten Kirchenprovinz Agrigent. Dieser Kirchenprovinz wurde auch das Bistum Caltanissetta und das Bistum Piazza Armerina zugeordnet.